# 275.ª Divisão de Infantaria (Alemanha)
A 275ª Divisão de Infantaria (em alemão:275. Infanterie-Division) foi uma unidade militar que serviu no Exército alemão durante a Segunda Guerra Mundial.

## Comandantes
| Comandante                   | Data                                            |
| ---------------------------- | ----------------------------------------------- |
| Generalleutnant Hans Schmidt | 10 de dezembro de 1943 - 22 de novembro de 1944 |
| Generalleutnant Hans Schmidt | ? de março de 1945 - ? de abril de 1945         |

## Oficiais de operações
| Major Fritz Hahn         | dezembro de 1943-?                         |
| Oberstleutnant Hugo Hass | 5 de fevereiro de 1944-1 de agosto de 1944 |
| Major Johann Berger      | 1 de agosto de 1944-1 de abril de 1945     |

## Área de operações
| França & Oeste da Alemanha | dezembro de 1943 - novembro de 1944 |
| Leste da Alemanha          | de março de 1945 - abril de 1945    |